# 토치카 코이치
토치카 코이치(일본어: 遠近 孝一, 1971년 10월 20일 ~ )는 일본의 남성 성우 및 내레이터. 도쿄배우생활협동조합 소속.

## 출연작
- 쾌걸 근육맨 2세 - 체크메이트 / 이류힌
- 나루토 - 휴우가 네지
- 원피스 - 어린 호디